# Caraboidea
Super-famille
Les Caraboidea sont une super-famille d'insectes coléoptères. 
Les Carabidae et les Trachypachidae ne sont dulçaquicoles à aucun stade de leur vie. 
La classification proposée ci-dessous est encore sujette à discussion.

## Principales familles
Selon Fauna Europaea (8 févr. 2015) et d'autres :
- Carabidae
- Dytiscidae
- Gyrinidae
- Haliplidae
- Hygrobiidae
- Noteridae
- Trachypachidae